# Jim O'Rourke
Jim O'Rourke (Chicago, 18 januari 1969) is een Amerikaans muzikant en producer.

## Biografie
O'Rourke richtte in de jaren negentig Gastr del Sol op en bracht een aantal soloplaten uit. Beide projecten waren voornamelijk instrumentaal, maar een aantal albums zijn meer vocaal gericht.
Als producent nam hij albums op van onder meer Bill Callahan, Wilco, Stereolab, Saint Etienne, Kahimi Karie, Quruli, John Fahey, Faust, Tony Conrad, The Red Krayola, Bobby Conn, Beth Orton, Joanna Newsom, U.S. Maple en Sonic Youth. Na twee albums voor Sonic Youth werd hij bij de band ingelijfd als vijfde bandlid. In 2006 verliet hij de band weer.

## Discografie
- The Visitor (Drag City, 2009)
- Corona / Tokyo Realization (Columbia Music Entertainment, 2006), uitgebracht in Japan en opgedragen aan Toru Takemitsu
- Mizu No Nai Umi (2005)
- I'm Happy and I'm Singing and a 1, 2, 3, 4 (Mego, 2001)
- Insignificance (Drag City, 2001)
- Halfway to a Threeway (Drag City, 1999)
- Eureka (Drag City, 1999)
- Bad Timing (Drag City, 1997)
- Happy Days (Revenant Records, 1997)
- Terminal Pharmacy (Tzadik Records, 1995)
- Rules of Reduction (Metamkine, 1993)
- Remove the Need (Extreme Records, 1993)
- Scend (Divided Records, 1992)
- Disengage (Staalplaat, 1992)
- Tamper (Extreme Records, 1991)
- The Ground Below Above Our Heads (Entenpfuhl, 1991)
- Secure on the Loose Rim (Sound of Pig, 1991)
- Some Kind of Pagan (Sound of Pig, 1989)